# Croix-Chapeau
Pour les articles homonymes, voir Croix (homonymie).
Croix-Chapeau est une commune du Sud-Ouest de la France située dans le département de la Charente-Maritime (région Nouvelle-Aquitaine).
Ses habitants sont appelés les Croix-Chapeautais et Croix-Chapeautaises, mais certains habitants considèrent que ce sont les termes Cruci-Capétiens et Cruci-Capétiennes qui devraient être utilisés, selon des dires historiques non prouvés.

## Géographie

### Hameaux et lieux-dits
Croix-Chapeau est un exemple de village-rue formant avec les hameaux de Grolleau (dépendant administrativement des communes de La Jarrie et de Salles-sur-Mer) et de la Trigalle (dépendant de la commune de Croix-Chapeau) une seule agglomération étirée le long du CD 939.

### Communes limitrophes
| La Jarne       | La Jarrie     |                      |
| Salles-sur-Mer | Croix-Chapeau | Aigrefeuille-d'Aunis |
|                | Thairé        | Le Thou              |

## Urbanisme

### Typologie
Au 1er janvier 2024, Croix-Chapeau est catégorisée petite ville, selon la nouvelle grille communale de densité à 7 niveaux définie par l'Insee en 2022.
Elle est située hors unité urbaine. Par ailleurs la commune fait partie de l'aire d'attraction de La Rochelle, dont elle est une commune de la couronne,. Cette aire, qui regroupe 72 communes, est catégorisée dans les aires de 200 000 à moins de 700 000 habitants,.

### Occupation des sols
L'occupation des sols de la commune, telle qu'elle ressort de la base de données européenne d’occupation biophysique des sols Corine Land Cover (CLC), est marquée par l'importance des territoires agricoles (77,2 % en 2018), en diminution par rapport à 1990 (78,9 %). La répartition détaillée en 2018 est la suivante : 
terres arables (77,2 %), zones urbanisées (11,6 %), forêts (11,2 %). L'évolution de l’occupation des sols de la commune et de ses infrastructures peut être observée sur les différentes représentations cartographiques du territoire : la carte de Cassini (XVIIIe siècle), la carte d'état-major (1820-1866) et les cartes ou photos aériennes de l'IGN pour la période actuelle (1950 à aujourd'hui).

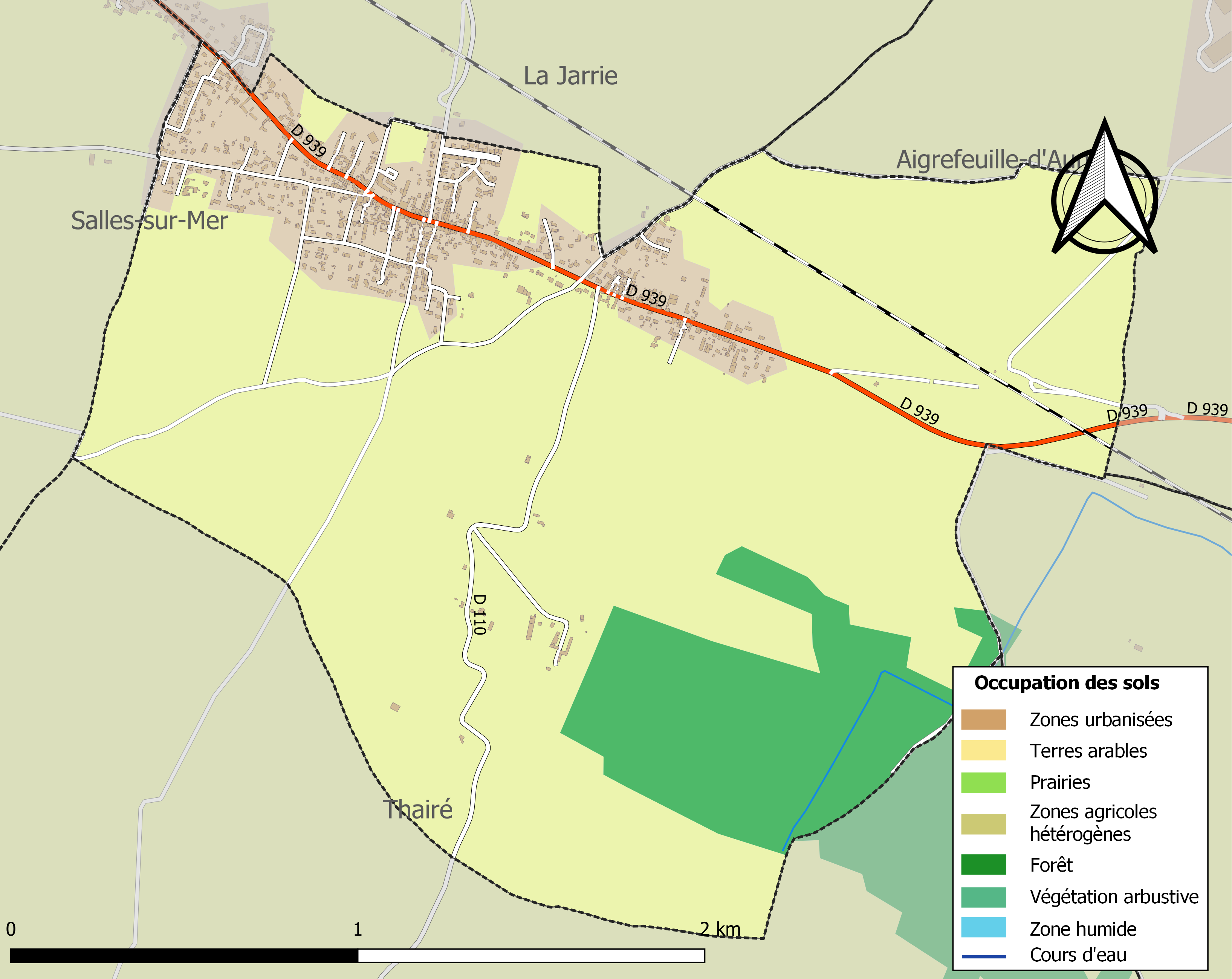
Carte des infrastructures et de l'occupation des sols de la commune en 2018 (CLC).

### Risques majeurs
Le territoire de la commune de Croix-Chapeau est vulnérable à différents aléas naturels : météorologiques (tempête, orage, neige, grand froid, canicule ou sécheresse) et séisme (sismicité modérée). Il est également exposé à un risque technologique,  le transport de matières dangereuses. Un site publié par le BRGM permet d'évaluer simplement et rapidement les risques d'un bien localisé soit par son adresse soit par le numéro de sa parcelle.

#### Risques naturels
Par ailleurs, afin de mieux appréhender le risque d’affaissement de terrain, l'inventaire national des cavités souterraines permet de localiser celles situées sur la commune.
La commune a été reconnue en état de catastrophe naturelle au titre des dommages causés par les inondations et coulées de boue survenues en 1982, 1999 et 2010. Concernant les mouvements de terrains, la commune a été reconnue en état de catastrophe naturelle au titre des dommages causés par des mouvements de terrain en 1999 et 2010.

#### Risques technologiques
Le risque de transport de matières dangereuses sur la commune est lié à sa traversée par une ou des infrastructures routières ou ferroviaires importantes ou la présence d'une canalisation de transport d'hydrocarbures. Un accident se produisant sur de telles infrastructures est susceptible d’avoir des effets graves sur les biens, les personnes ou l'environnement, selon la nature du matériau transporté. Des dispositions d’urbanisme peuvent être préconisées en conséquence.

## Toponymie
Le toponyme de Croix-Chapeau peut s’interpréter comme suit : le village est situé à un carrefour et l’on sait que des croix marquaient régulièrement les carrefours des routes médiévales. Le terme de « Chapeau » pourrait provenir d'un nom de personne médiévale.

## Histoire
Croix-Chapeau est le lieu de naissance de Jehan Gauvin, un colon parti de La Rochelle en 1662 vers le Canada. Il fut l'un des premiers habitants de Lorette, ville québécoise qui fit partie de la ville même de Québec de 2002 à 2006. La municipalité charentaise-maritime a organisé en 2003 des festivités pour commémorer cette partie de son histoire, car Jean Gauvin peut être qualifié de pionnier de la Nouvelle-France, et plusieurs membres de la famille Gauvin furent présents. Depuis, une plaque à la mémoire de Jean Gauvin et de ses nombreux descendants à travers le monde est érigée près de la salle des fêtes municipale, dans un espace lui-même baptisé « espace Jean Gauvin ».
La commune de Croix-Chapeau fit partie de la poche de résistance allemande de La Rochelle lors de la Seconde Guerre mondiale, l'une des rares zones à n'avoir été libérée que par des troupes françaises. Les forces allemandes ne capitulèrent qu'au lendemain de la reddition de Berlin le 8 mai 1945.
L'ancien camp de stationnement de forces armées américaines (dit localement « Camp américain »), implanté au sortir de la Seconde Guerre mondiale et abandonné lorsque la France s'est retirée du commandement intégré de l'Otan, est en réalité situé sur la commune voisine d'Aigrefeuille-d'Aunis. L'anecdote veut que ce dernier toponyme était imprononçable par des bouches anglo-saxonnes.

## Administration

### Liste des maires
| Période   | Période   | Identité           | Étiquette | Qualité  |
| --------- | --------- | ------------------ | --------- | -------- |
| mars 2001 | mars 2014 | Jean-Pierre Jammet | DVG       |          |
| mars 2014 | en cours  | Patrick Bouffet    | DVG       | Retraité |

### Région
À la suite de la mise en application de la réforme administrative de 2014 ramenant le nombre de régions de France métropolitaine de 22 à 13, la commune appartient depuis le 1er janvier 2016 à la région Nouvelle-Aquitaine, dont la capitale est Bordeaux. De 1972 au 31 décembre 2015, elle a appartenu à la région Poitou-Charentes, dont le chef-lieu était Poitiers.

## Population et société

### Démographie

#### Évolution démographique
L'évolution du nombre d'habitants est connue à travers les recensements de la population effectués dans la commune depuis 1793. Pour les communes de moins de 10 000 habitants, une enquête de recensement portant sur toute la population est réalisée tous les cinq ans, les populations de référence des années intermédiaires étant quant à elles estimées par interpolation ou extrapolation. Pour la commune, le premier recensement exhaustif entrant dans le cadre du nouveau dispositif a été réalisé en 2007.

En 2022, la commune comptait 1 377 habitants, en évolution de +11,05 % par rapport à 2016 (Charente-Maritime : +4,04 %, France hors Mayotte : +2,11 %).
| 1793 | 1800 | 1806 | 1821 | 1831 | 1836 | 1841 | 1846 | 1851 |
| ---- | ---- | ---- | ---- | ---- | ---- | ---- | ---- | ---- |
| 317  | 345  | 377  | 661  | 734  | 762  | 752  | 737  | 757  |

| 1856 | 1861 | 1866 | 1872 | 1876 | 1881 | 1886 | 1891 | 1896 |
| ---- | ---- | ---- | ---- | ---- | ---- | ---- | ---- | ---- |
| 818  | 770  | 778  | 738  | 712  | 638  | 551  | 498  | 462  |

| 1901 | 1906 | 1911 | 1921 | 1926 | 1931 | 1936 | 1946 | 1954 |
| ---- | ---- | ---- | ---- | ---- | ---- | ---- | ---- | ---- |
| 429  | 386  | 348  | 378  | 363  | 336  | 356  | 374  | 466  |

| 1962 | 1968 | 1975 | 1982 | 1990 | 1999 | 2006  | 2007  | 2012  |
| ---- | ---- | ---- | ---- | ---- | ---- | ----- | ----- | ----- |
| 557  | 562  | 555  | 683  | 863  | 890  | 1 063 | 1 087 | 1 197 |

| 2017  | 2022  | - | - | - | - | - | - | - |
| ----- | ----- | - | - | - | - | - | - | - |
| 1 245 | 1 377 | - | - | - | - | - | - | - |

## Lieux et monuments

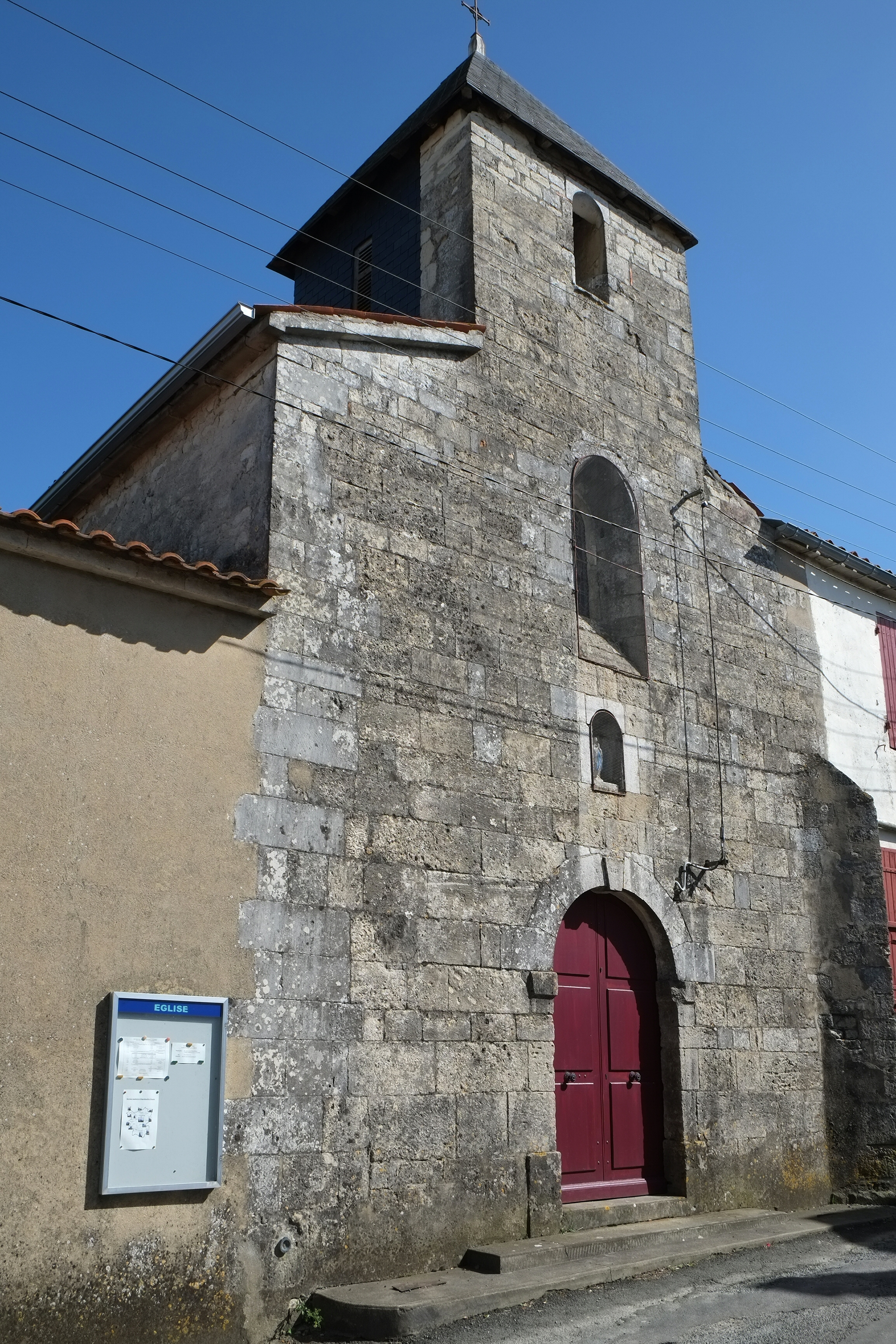
Église de l'Annonciation.

- L'église de l'Annonciation de style roman.

## Personnalités liées à la commune
- Eutrope de Saintes, né à Croix-Chapeau (IIIe siècle) fut le premier évêque de Saintes.
- Jehan Gauvin, né en 1641 à Croix-Chapeau, colon de la Nouvelle-France.
- Simon Landreau (1733-1803), religieux et homme politique né à Lattre, député du clergé aux États généraux de 1789.
- Pierre-Louis Binet, baron de Marcognet, né le 14 novembre 1765 à Croix-Chapeau. Général de l'Empire, son nom est gravé sous l'Arc de Triomphe à Paris (colonne 7, Marcognet).
- Paul Henderson, né le 15 août 1962 à Croix-Chapeau, homme politique australien, Premier ministre du Territoire du Nord.